# Bexley (Nouvelle-Zélande)
Pour les articles homonymes, voir Bexley.
La banlieue de Bexley  est située dans l’est de la cité de Christchurch, dans l’Île du Sud de la Nouvelle-Zélande.

## Situation
Elle est localisée sur la rive ouest de la rivière Avon à approximativement 1 kilomètre à partir de l’ estuaire (en) de la rivière Avon.
Elle est enclos dans le lit de la rivière Avon et borde la banlieue de Aranui.

## Population
Selon le recensement de 2013 en Nouvelle-Zélande, Bexley avait une population de 2 379 habitants, en diminution de 1 752 personnes depuis le recensement de 2006.

## Géographie
Bexley est la banlieue la plus à l’est de la ville.
Sa limite est est formée par la rivière Avon.
Les routes limitantes sont ‘Pages Road’ au nord, ‘Shuttle Drive’ à l’ouest, et ‘Cuthberts Road’, ‘Breezes Road’ et ‘Bridge Street’ au sud.
Bexley fut substantiellement endommagée en février 2011 lors du tremblement de terre avec approximativement 90 % des maisons du secteur nécesssitant d’être démolies, principalement du fait des effets de la liquéfaction du sol et elle fut placée en  zone résidentielle classée rouge (en).
La plus grande partie de la banlieue est maintenant une zone ouverte de loisirs.
Aranui est localisé au nord de ‘Pages Road’.

## Description
Bexley est mieux connu pour ses zones humides, qui dans les années récentes ont été développées pour la construction des logements dans le cadre de maisons individuelles et aussi pour la préservation de la vie sauvage.
Il y a un certain nombre de chemin le long de la rivière Avon et à travers les zones marécageuses de Bexley.
Bexley est considérée comme une zone à haut risque d'inondation.
La rivière Avon peut transporter environ 30 % des eaux de pluie du secteur de Christchurch et de nombreux secteurs de Bexley sont menacés par la combination des hautes marées et des inondations.
Des nouvelles maisons et des changements notables dans les anciennes maisons, nécessitent un réhaussement du niveau du sol ou du terrain avoisinant.
L’habitat au niveau de Bexley est un mélange de styles principalement du début des années 1960 et au-delà.
Des développements récents autour des zones humides ont permis une croissance importante des maisons de style bungalows, de taille moyenne depuis la fin des années 1990, mais des propriétés d’usages plus adaptés ont été construites depuis la fin des années 2007.
Il y a eu une activité soutenue en subdivisant les plus grandes des anciennes propriétés depuis la fin des années 1970, que l’on espère voir continuer aussi bien dans le futur.
D’autres changements récent comprennent la liaison allant d’’Anzac Drive’ à ’Bexley Road’ pour terminer la route périphérique est de Christchurch correspondant à la SH74 (en) en direction du port de la ville de Lyttelton.

## Dommages liés au tremblement de terre

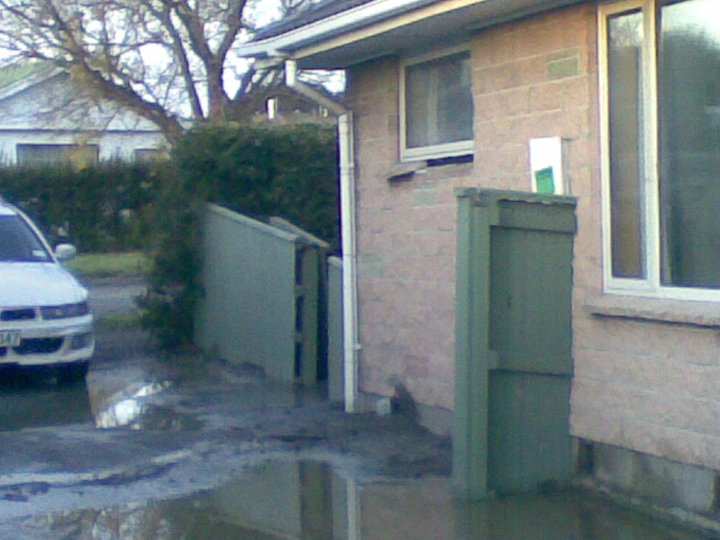
La liquéfaction du sol a causé l’enfoncement des maisons après le séisme de Christchurch

Après le  tremblement de terre de septembre 2010 plus de 100 maisons de la banlieue furent rendues inhabitables par la boue et la subsidence due à la liquéfaction du sol.
L’inondation liée à la liquéfaction causa à nouveau de sérieux problème et des dégâts au niveau des routes entravant le fonctionnement des services en février 2011 à la suite du Séisme de 2011 en Nouvelle-Zélande,
En juin 2011, le gouvernement annonça que pour un certain nombre de secteur dans Christchurch "Il y avait des dommages dans des zones significatives et étendues; Le succès de solutions d’ingénieuring pouvait être incertain en termes de conception, du succès et du début possible, compte tenu de l’activité seismique en cours; et toute répartion devait être interrompue de façon prolongé  pour les propriétaires des terres ".
Il en résultat que le gouvernement offrait d’acheter les propriétés possédées dans cette zone et dans les zones similaires à leur valeur d’avant le tremblement de terre.
Bexley et les autres zones affectées ont été classées comme faisant partie de la zone résidentielle classée rouge (en) de Christchurch.